# Le Christ quittant le prétoire
Le Christ quittant le prétoire, appelé aussi Le Prætorium est un tableau monumental de Gustave Doré, peint entre 1867 et 1872, la plus grande de ses peintures religieuses et celle qu'il considérait comme l'« œuvre de sa vie ». Le tableau connut d'ailleurs un grand succès, puisqu'il a été reproduit en gravure dès 1877. Doré lui-même en réalisa plusieurs répliques. Il existe actuellement deux autres versions : l'une, nettement plus petite, est exposée dans la galerie de peintures de l'université Bob Jones à Greenville, l'autre, presque aussi grande, au musée des beaux-arts de Nantes.
Acquis en 1988 par le musée d'art moderne et contemporain de Strasbourg, ville natale du peintre, le tableau original a nécessité une longue restauration, accomplie en public de 1998 à 2003, dans l'immense salle « Gustave Doré » du musée, où il est exposé.

## Le tableau original et ses répliques

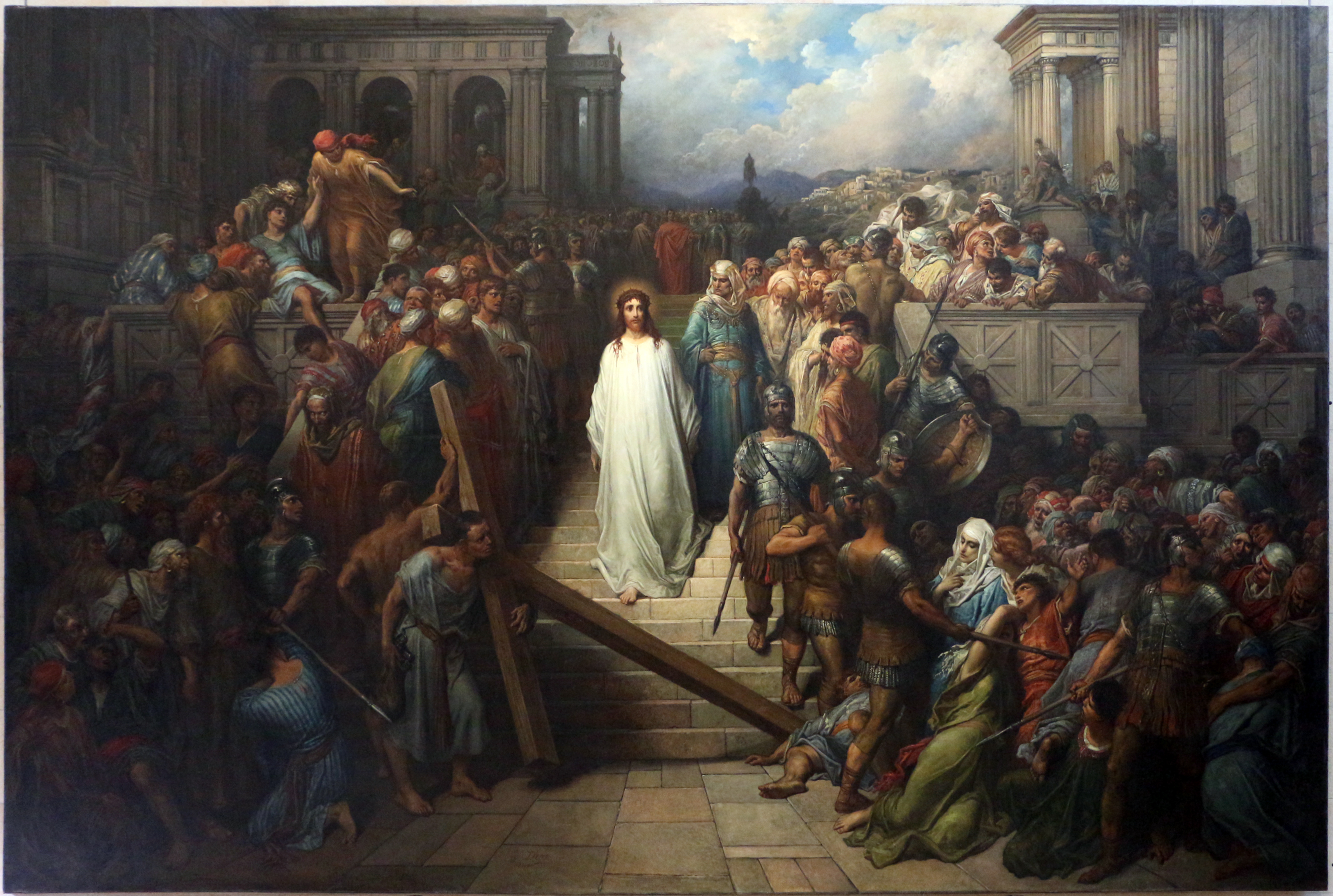
Réplique peinte entre 1876 et 1883, Musée des Beaux-Arts de Nantes.

Peinture à l'huile sur toile, Le Christ quittant le prétoire (609 × 914 centimètres) est le plus monumental des tableaux de Gustave Doré. Il est peint dans le plus vaste de ses ateliers parisiens, un ancien gymnase de 400 m2, situé 3 rue Bayard, loué depuis 1865. Terminé en avril 1872, il est exposé à Londres, à la Doré Gallery, dès le mois de mai.
Dès 1873, Fairless et Beeforth, ses galeristes londoniens, lui en commandent une réplique, et, n'obtenant pas satisfaction, réitèrent leur demande deux ans plus tard. Cette réplique, de dimensions un peu plus modestes (482 × 722 centimètres) est finalement peinte entre 1876 et 1883. Elle est propriété du musée des beaux-arts de Nantes qui l'a achetée en 1984 aux États-Unis. Elle fut exposée du 18 février au 11 mai 2014 à Paris, au musée d'Orsay, puis du 12 juin au 14 septembre 2014 à Ottawa, au musée des beaux-arts du Canada dans le cadre d'une exposition temporaire : Gustave Doré (1832-1883). L'imaginaire au pouvoir.
Le 24 février 1882, Doré informe Fairless et Beeforth, par lettre, que six répliques sont en chantier.
La troisième version existante, conservée à l'université Bob Jones à Greenville, est nettement plus  petite que les deux précédentes : 148 × 223 centimètres.

### Historique

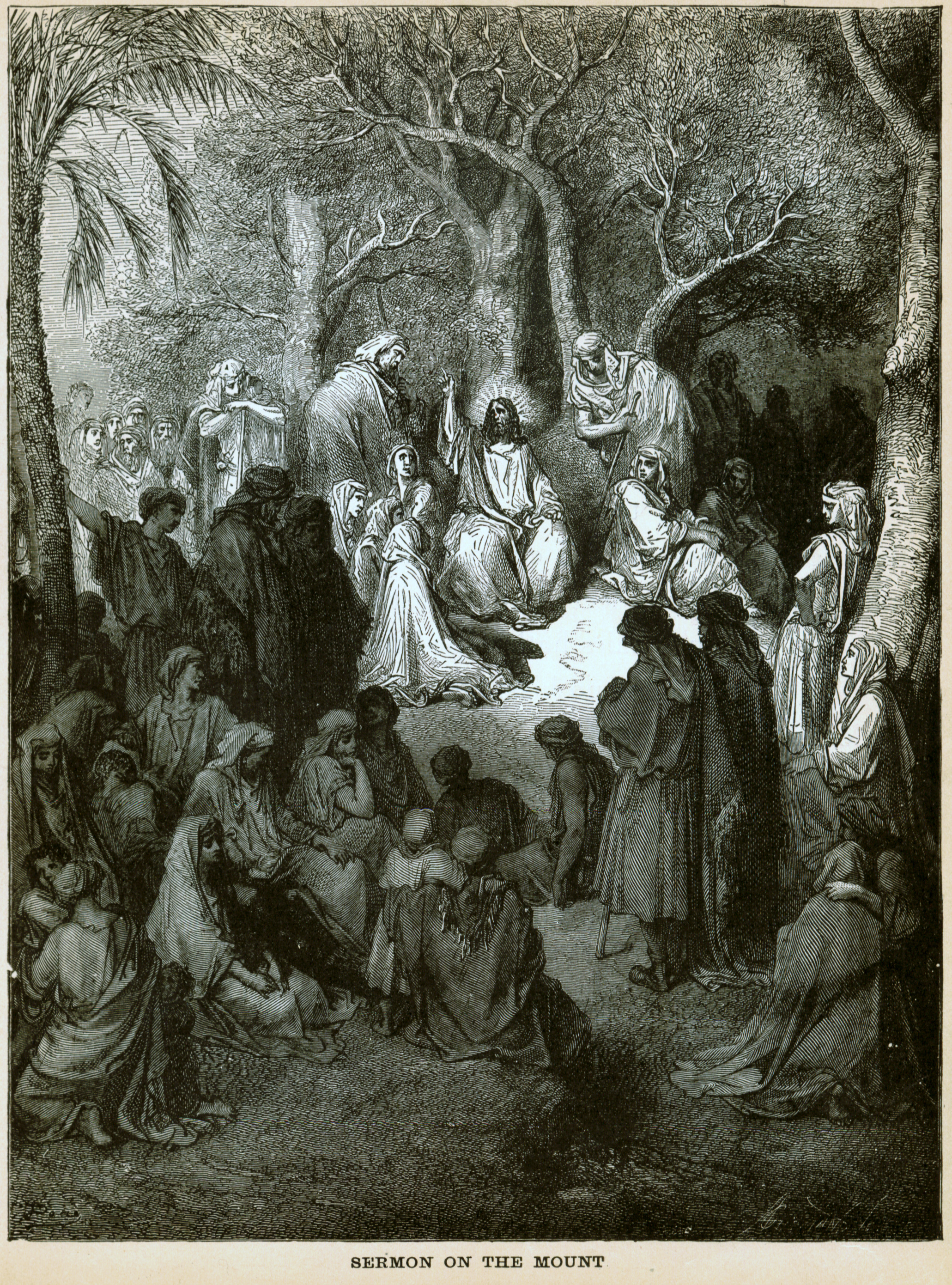
La Bible paraît en anglais en 1866 avec les gravures sur bois de Gustave Doré. Ici, Le Sermon sur la montagne.

Gustave Doré est très déçu de n'être vu que comme un illustrateur par les critiques français qui faisaient peu de cas de sa peinture (à laquelle ils reprochaient de n'être que de l'« illustration démesurément agrandie »). Mais comme elle est appréciée à l'étranger, en particulier en Angleterre où il expose avec succès en 1867, il accepte, l'année suivante, la proposition d'éditeurs londoniens, les marchands d'art James Fairless et George Lord Beeforth, d'ouvrir au 35, New Bond Street, à Londres, une galerie  où ses tableaux seraient exposés en permanence : la Doré Gallery.
Les planches de sa monumentale Bible illustrée — parue le 1er décembre 1865 (pour profiter des ventes de Noël) dans toutes les capitales de l’Europe — lui faisant une réputation de « peintre prédicateur » (preacher painter), il entreprend nombre d'œuvres religieuses plus ou moins spectaculaires qu'il destine à la Doré Gallery, dont ce monumental Christ quittant le prétoire. Il le commence en 1867, et met cinq ans à le terminer, interrompu fréquemment par divers travaux d'illustration, et surtout le siège de Paris puis l'insurrection de la Commune, au cours desquels il roule et enterre sa toile, qu'il ne reprend qu'au début de 1872 et achève en avril.
Envoyé à Londres en mai 1872, le tableau fait ensuite partie d'une longue exposition itinérante de la Doré Gallery aux États-Unis à partir de 1892. Elle commence à New York par le Carnegie Hall et s'achève triomphalement à Chicago en 1896.
Le New York Times signale à l'époque qu'elle est « aussi populaire que le musée de cire de Madame Tussauds ». Les toiles servent de support à divers spectacles : spectacles de lanterne magique, « scénoramas bibliques », etc.. Lorsqu'elle revient à Londres en 1898, les propriétaires de la Doré Gallery étant morts, le tableau est stocké et oublié.
Redécouvert dans les années 1960, il est acquis par Oscar Kline, propriétaire de la Central Picture Gallery à New-York, avant d'entrer en 1984 dans la collection de George Encil qui le met en dépôt à Vienne dans la Votivkirche. En 1988, il est acheté par le Musée d'art moderne et contemporain de Strasbourg grâce au Fonds régional pour l'acquisition des musées (FRAM).
Depuis sa restauration, ce chef-d'œuvre de Gustave Doré est exposé dans une salle à sa mesure, vaste et très haute, où sont aussi accrochés quelques-uns des autres tableaux du peintre, tandis que sont présentées par roulement dans une série de vitrines adjacentes quelques-unes des nombreuses illustrations que possède le Cabinet d'art graphique du MAMCS.

### Un «tableau-spectacle»

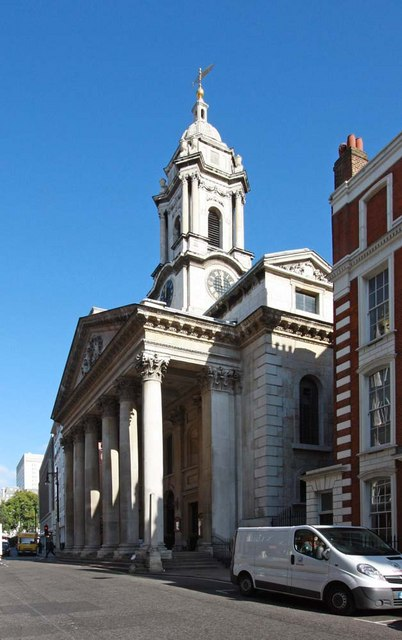
L'église St George, dont la colonnade aurait inspiré la partie droite du décor du tableau.

#### Genèse
L'épisode représenté est original : il se situe entre deux épisodes forts de la Passion du Christ, fréquemment représentés dans l'iconographie religieuse, la présentation à la fin de son procès par Ponce-Pilate de Jésus à la foule, qui préfère demander la grâce de Barabbas, ce qui implique la condamnation de Jésus, (épisode souvent titré Ecce homo), et le portement de croix. Selon un de ses premiers biographes, son ami William Blanchard Jerrold (1826 – 1884), le fait que ce sujet particulier n'a jamais été représenté en peinture a été évoqué au cours d'un repas chez George Grove à Sydenham en compagnie du Reverend Frederick Harford, chanoine de l'abbaye de Wesminster dont Doré a fait la connaissance à l'occasion de l'exposition universelle de 1867, qui l'introduit dans la bonne société anglaise et deviendra comme un frère pour lui.
Doré se met immédiatement au travail, réalisant de nombreuses études en noir et blanc pour les groupes de personnages, pour la tête du Christ, s'agaçant parfois de devoir s'interrompre pour travailler à ses illustrations,. Lorsqu'il arpente Londres en compagnie de Blanchard Jerrold pour préparer les illustrations de London, A Pilgrimage, ce dernier le trouve obnubilé par son grand tableau, au point d'y intégrer certaines perspectives londoniennes : c'est ainsi que la vue de l'élégante église néoclassique St George Hanover Square avec la statue de William Pitt le Jeune dans la partie sud de Hanover Square, par un matin particulièrement maussade, lui inspire les colonnades du temple de droite et la statue en arrière-plan au centre du tableau.
À l'origine, le tableau était « baigné de lumière » si l'on en croit Blanchard Jerrold. Mais Frederick Harford, au cours d'une visite chez Doré en 1870, alors que le tableau est pratiquement achevé, se montre déçu :  pour lui, « le ciel aurait dû être couvert ; cet affreux matin n'aurait pas dû être ensoleillé », et le peintre, comprenant ses critiques, commence à assombrir le haut de la toile, faisant progressivement ressortir « l'impressionnante majesté du Sauveur dans la tristesse de ce triste matin ».
Mis en sommeil pendant le siège de Paris, le tableau n'est repris et achevé qu'après la fin de la guerre de 1870. Il est présenté au tout Paris en avril 1872, avant de partir pour Londres, en mai.

#### Construction
En haut des marches, complètement noyés dans l'ombre en arrière-plan, se tiennent Pilate (vêtu d'une toge pourpre) et Hérode, qui ont échoué à sauver Jésus. Caïphe, Anne et Alexandre, à droite sur les marches légèrement derrière Jésus, se réjouissent de sa condamnation. Judas, dans la foule, à gauche, se détourne, yeux baissés, alors que la plupart des personnages sont tournés vers Jésus.
À droite au bas des marches, debout au milieu de la foule violemment repoussée par les soldats, se tient Marie, reconnaissable à ses vêtements, bleus et blancs conformément à la tradition, entourée des saintes femmes et de Jean, sur l'épaule duquel s'effondre Marie-Madeleine.
À cause des dimensions de la toile, le peintre n’a pas vraiment unifié la perspective, pour éviter des déformations ; mais elle est cependant rigoureuse : le point de fuite du dallage se situe vers le pied de Jésus tandis que les lignes des architectures en arrière-plan convergent sur la statue de César noyée dans la brume : construction symbolique qui rappelle la question des deux pouvoirs (temporel et spirituel) au cœur du procès de Jésus.
Le Christ est placé exactement au centre du tableau et des lignes directrices qui structurent la composition : l'axe de symétrie vertical, la ligne horizontale de la balustrade, et les lignes transversales en croix de saint André qui se croisent toutes au niveau de sa tête. Son maintien est digne, mélange de fragilité et de noblesse. Tout de blanc vêtu, la tête ensanglantée par la couronne d'épines irradiant une douce lumière, il descend les marches qu'il semble illuminer de sa présence. Il est le seul parmi tous les personnages, à regarder en direction des spectateurs.
Autour de lui se déchaîne l'action, dans un fourmillement de personnages expressifs. Les soldats repoussent brutalement la foule à droite, des spectateurs gesticulent ; toute la gamme des sentiments se lit dans les attitudes des innombrables figurants qui peuplent le tableau : curiosité, compassion, douleur, haine, satisfaction… Mais la composition du tableau reste très classique, voire académique, avec ses grandes architectures qui rappellent celles d'œuvres comme L'École d'Athènes de Raphaël ou Les Noces de Cana de Véronèse. Tout en relevant de l'imagerie sulpicienne, « jésulâtre », de l'époque, cette peinture à « grand spectacle », destinée à impressionner un vaste public, évoque les futures superproductions cinématographiques hollywoodiennes.
Ce tableau, considéré par le peintre comme l'« œuvre de sa vie », est tout à fait exemplaire de sa peinture : la composition est ample, la mise en scène théâtrale et dramatique. Certes, il n'est pas exempt de défauts :  ainsi, Blanchard Jerrold note « les proportions relatives des personnages, le dessin inachevé, en bref, diverses faiblesses d'ordre technique », comme ce défaut de perspective de la croix au premier plan (encore plus marqué dans la réplique de Nantes). Mais ne voir qu'eux reviendrait à « rabaisser l'artiste au rang de simple artisan », alors que, devant ce tableau, le spectateur est emporté émotionnellement par la force de conviction du peintre, son pouvoir de créer l'espace, de rendre présente la multitude et la « majesté du Sauveur, qui se dirige, détaché, dans un calme serein, vers le Golgotha ». D'ailleurs Nadine Lehni, conservateur en chef du patrimoine du musée Rodin, analysant en 1987 la réplique conservée à Nantes, se dit frappée par « le gigantisme de sa composition et la vitalité qui s'en dégage ».

## Les étapes de la restauration

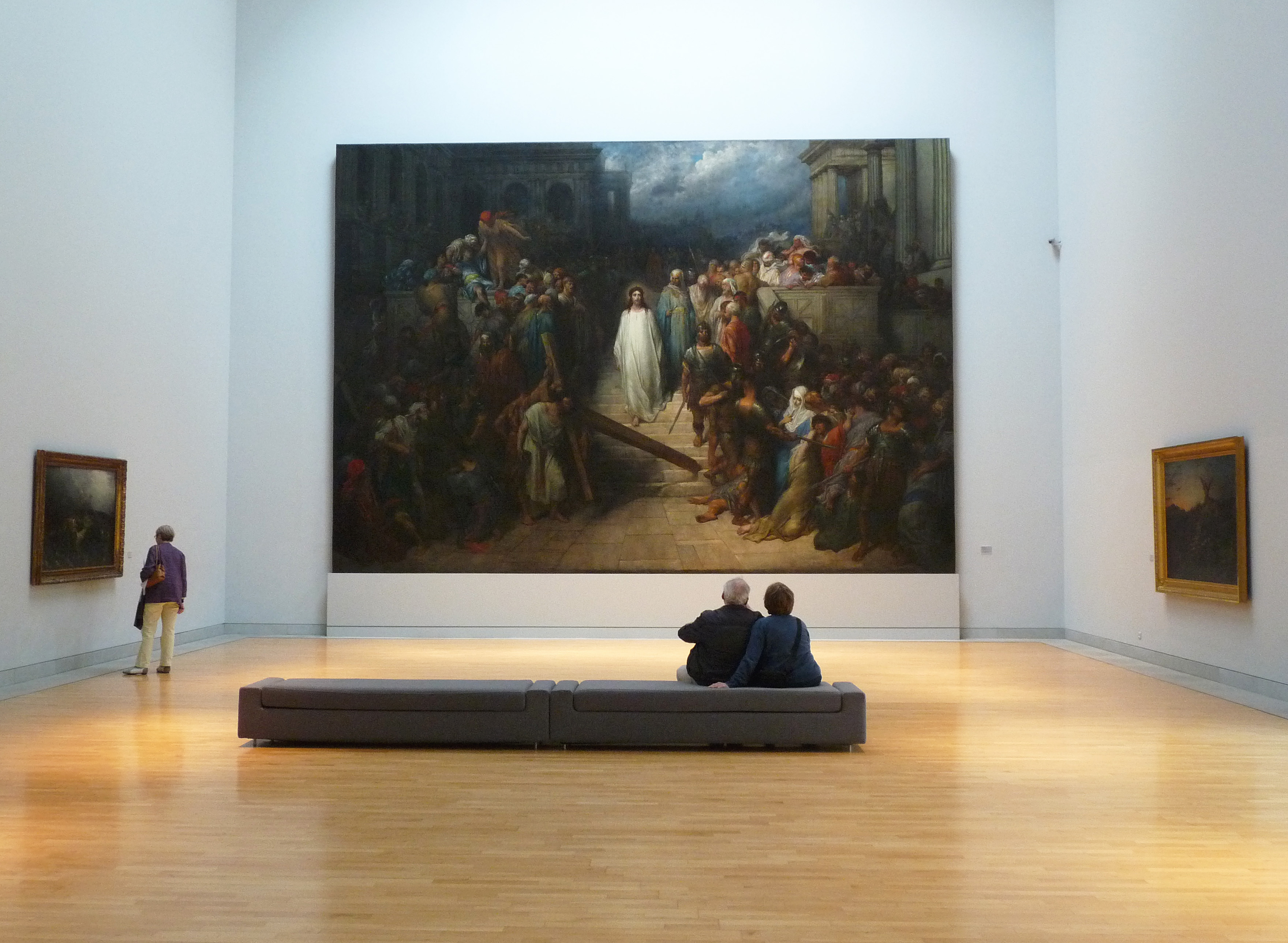
Depuis 1998, l'imposant tableau occupe tout un mur de l'immense salle consacrée à Gustave Doré.

Lorsque la ville de Strasbourg acquiert le tableau, en 1988, il est dans un état de conservation critique, tant à cause de son histoire mouvementée que d'une restauration maladroite au début des années 1970. Il est transporté à Strasbourg roulé, puis stocké sur un rouleau de grand diamètre en attendant de pouvoir être restauré. À la suite de l'appel d'offres lancé en février 1997, qui met en concurrence cinq équipes, c'est celle de François Péquignot qui est retenue. Assisté de dix restaurateurs, il travaille de 1998 à 2003.
La première étape consiste en une batterie d'analyses : radiographie, tests physico-chimiques, infra-rouge, ultra-violet. On constate que la toile a été amputée de trente centimètres à droite, sur toute la hauteur. La radiographie permet de découvrir deux incrustations de toile, dont une très grande, des déchirures, des marques de pliage, mais aussi l'existence de nombreuses lacunes, certaines importantes. Au cours de la restauration des années 1970 la toile originale a été doublée par une toile industrielle, collée par un adhésif de type néoprène. Un épais vernis jauni par le temps masque complètement les altérations du support et l'étendue des reconstitutions faites sur les lacunes.
Le traitement se fait ensuite en trois étapes : nettoyage de la peinture, traitement du support, retouches, toutes in situ et en public, dans l'immense salle « Gustave Doré » du musée où le tableau sera exposé après restauration.

### Traitement de l'image
Pour le nettoyage, un grand échafaudage est installé devant le tableau, tendu préalablement sur un fond rigide et hissé le long du mur. Le vernis, ramolli par un gel spécial, est détaché de la couche picturale et les retouches anciennes sont éliminées. Des lacunes verticales apparaissent alors, qui laissent supposer que le tableau a subi un grave ruissellement d'eau responsable de la longue déchirure du côté droit, de poches de déformation et d'importants écaillages de la couche picturale. L'intervention réalisée au début des années 1970 lorsque le tableau était aux États-Unis semble avoir davantage servi à masquer ces dommages qu'à les réparer, créant de nouveaux désordres.

### Traitement du support
L'image protégée, le tableau est retourné sur « un fond de travail » pour pouvoir ôter la toile de doublage et nettoyer la toile originale. Il faut ensuite, pour restaurer sa planéité, la mettre en extension et traiter progressivement les déformations. Des bandes de tension en toile de lin sont mises en place, la toile est remise à l'endroit sur un grand bâti positionné sur des tréteaux de façon à pouvoir travailler en même temps sur la face et le revers. Après avoir renforcé les zones fragiles, la mise en extension progressive se fait lentement. Pour les parties plus gravement déformées est utilisée une table à dépression.
Une fois obtenue la réduction des déformations, le tableau est retourné à nouveau et remis en extension pour recevoir un nouveau doublage, constitué, par-dessus les bandes de tension conservées, de trois lés d'une toile polyester collée au moyen d'un adhésif réversible. La toile reste en tension jusqu'à l'installation dans son nouveau châssis, un grand châssis en aluminium, dans lequel le tableau est tendu, progressivement et manuellement, par 308 tendeurs câblés. Il est ensuite hissé le long du mur pour les retouches.

### Réintégration des lacunes

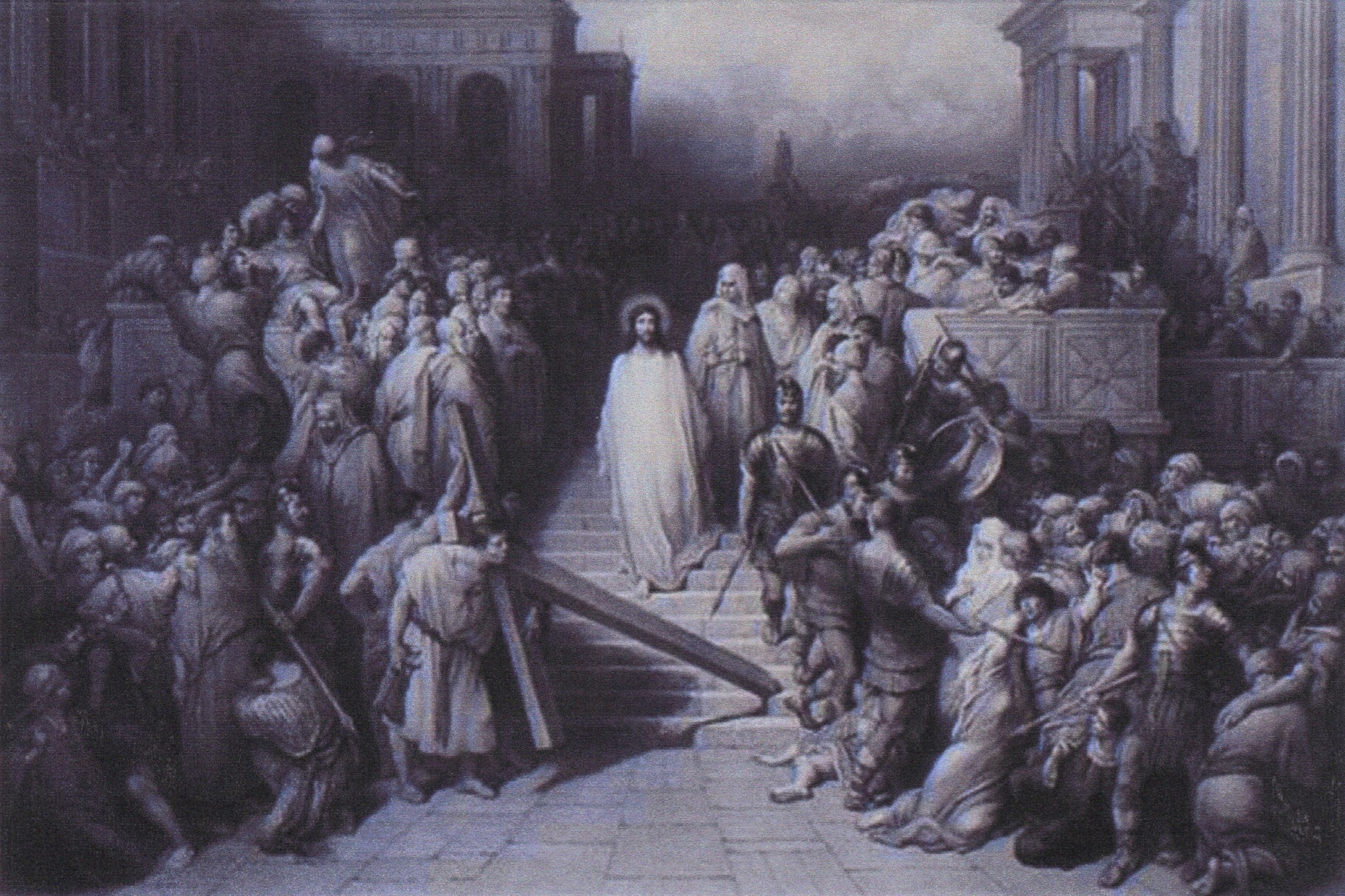
Reproduction gravée en 1877 par Herbert Bourne et publiée à Londres par Fairless & Beeforth.

Avant le comblement des lacunes, une première couche de verni est appliquée au pinceau large (spalter). Les mastics de comblement sont structurés pour prendre le même aspect fortement empâté que le reste du tableau. Sur les lacunes mastiquées sont appliqués les premiers tons, avec des pigments et un liant synthétique. Puis la retouche se poursuit avec des couleurs au vernis (couleurs pour la restauration de tableaux).
Pour la reconstitution des plus grandes lacunes et de la grande incrustation, les restaurateurs s'appuient en particulier sur la gravure d'Herbert Bourne de 1877 : on projette à l'échelle 1/1 une diapositive de la gravure sur la zone lacunaire mastiquée pour reproduire fidèlement le dessin. On utilise les photos anciennes, les détails des reproductions du tableau de Nantes, l'observation de ceux du tableau lui-même pour reproduire au plus juste la touche colorée et le style de Gustave Doré. Le travail de retouche est harmonisé par une couche de vernis appliquée au pistolet. Mais les restaurateurs ne cherchent pas à faire illusion, aussi les parties retouchées ont-elles un aspect moins fini que le reste du tableau.